# Оболенск (древнерусский город)
Оболе́нск — город XIII—XVIII веков на правом берегу Протвы.

## История
По летописным данным в XI—XII веках в бассейне Протвы, на территории, где располагался Оболенск, проживала голядь.

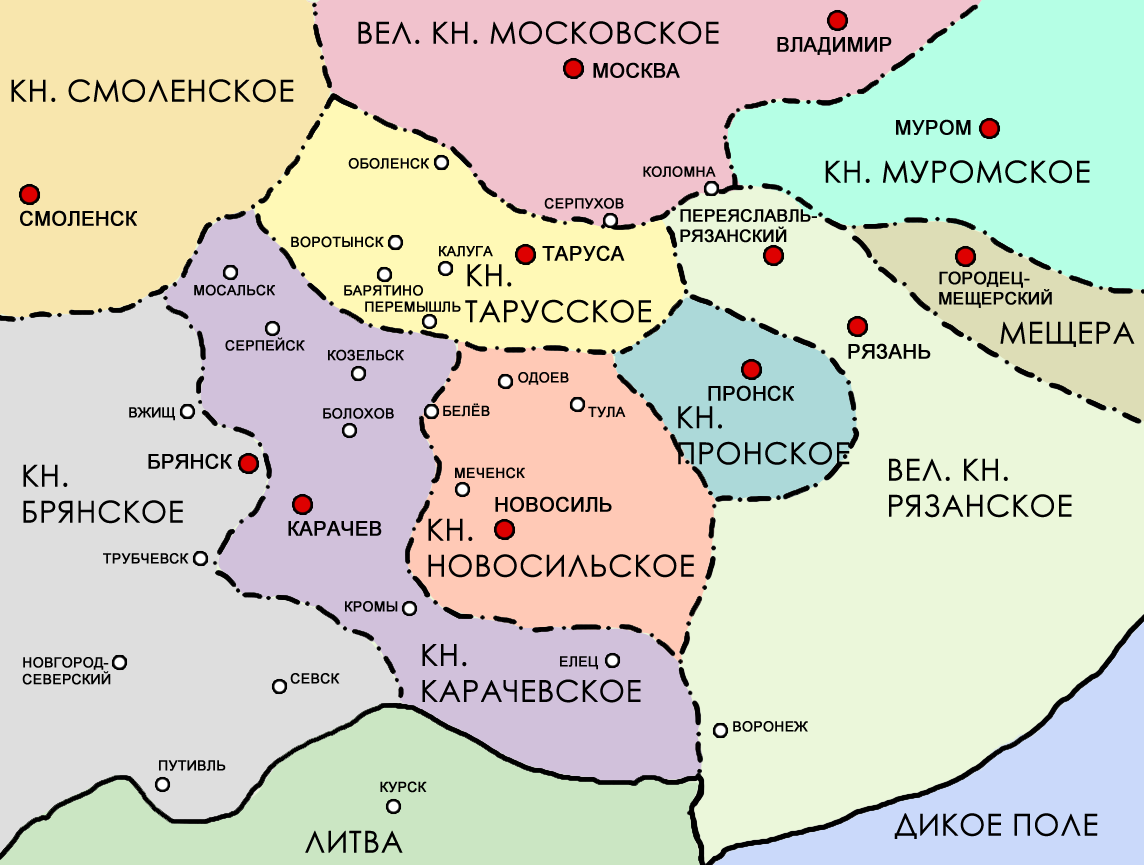
Оболенск в составе Тарусского княжества в XIII—XIV веках

Около 1270—1494 был центром Оболенского княжества, входившего в состав так называемых Верховских княжеств. Оболенское княжество известно с XIII века, как находившееся в составе удела Юрия Михайловича, князя Тарусского и Оболенского, пятого сына Михаила Черниговского, согласно составленным в XVI веке родословным верховских князей. Первое упоминание в летописи непосредственно города относится к 1368 году, в связи с взятием его шедшими на Москву литовцами. В ходе первого похода Ольгерда на Москву, когда литовские войска прошли через Одоевское и Оболенское княжества, погиб князь Константин Иванович Оболенский. В 1380 году братья Семён Константинович и Иван Константинович в качестве воевод Дмитрия Донского участвовали в Куликовской битве. Семён Константинович командовал сторожевым полком. Оболенск упомянут в летописном «Списке русских городов дальних и ближних» конца XIV века.
Оболенск присоединён к Москве в 1494 году. Оболенские князья перестают быть правителями княжества, но продолжают служить московскому правителю. В 1565 году, после того как царь Иван Грозный разделил Русское государство на опричнину и земщину, город вошёл в состав последней.
Оболенск со временем становится уездным городом. В соответствии с данными переписи населения 1678 года в Оболенском уезде в поместьях было 78 селений с 3 929 жителями, в вотчинах светских феодалов — 35 селений с 1 826 жителями, и в вотчинах духовенства в 27 селениях проживало 1 546 человек. Итого в 146 селениях уезда было 6 501 человек.
Оболенск упразднён как город в царствование Екатерины II. В начале XIX века Оболенск известен как «бывший пригородок, принадлежавший городу Серпухову», к 1805 году — слобода в Тарусском уезде Калужской губернии при реке Протве в 20 верстах от впадения в Оку. В конце XIX — начале XX упоминается как «село Оболенское, Калужской губернии, Тарусского уезда, в 27 вёрстах от уездного города, на реке Протве».
В настоящее время на месте древнерусского города расположено село Оболенское Жуковского района Калужской области.

## Городище
В северо-западной части села на правом берегу Протвы расположены следы городища Оболенска. Площадка поселения овальная в плане (80 на 70 м), с южной и восточной сторон отделена от берегового плато рвом, а с западной — лощиной. Культурный слой глубиной 0,4 м содержит обломки лепной керамики середины I тысячелетия н. э. и редкие фрагменты гончарной древнерусской керамики XIII—XIV веков. Памятник был обследован П. А. Раппопортом и И. К. Фроловым.

## Список князей Оболенских
Юрий Михайлович, князь Тарусский — предок Оболенской ветви Рюриковичей:
- Константин Юрьевич, первый князь Оболенский (?—1368)
- Иван Константинович (около 1368—после 1375)
- Василий Иванович Косой (около 1420—1460)